# Orthotrichum subulatum
Orthotrichum subulatum är en bladmossart som beskrevs av Mitten 1869. Orthotrichum subulatum ingår i släktet hättemossor, och familjen Orthotrichaceae. Inga underarter finns listade i Catalogue of Life.